# Dáka
Dáka là một thị trấn thuộc hạt Veszprém, Hungary. Thị trấn này có diện tích 25,4 km², dân số năm 2010 là 672 người, mật độ 26 người/km².